# ICE 3
ICE 3 – niemiecki skład dużych prędkości produkowany w latach 1999-2004 przez zakłady Siemens.

## Historia
Po rozpoczęciu eksploatowania poprzednich składów dużej prędkości kolej niemiecka 16 marca 1999 roku podpisała kontrakt na wyprodukowanie 13 składów. Wagony końcowe były produkowane przez zakłady Adtranz w Norymberdze. Produkcja pierwszego składu została zakończona w marcu 1999 roku. Końcowy montaż odbył się w ośrodku doświadczalnym w Wegberg-Wildenrath niedaleko Mönchengladbach. Pierwszy skład zaprezentowano pod koniec października 1998 roku. Podczas pierwszych kursów testowych na torze doświadczalnym skład osiągnął 1 lutego 1999 roku prędkość 135 km/h. Podczas jazd testowych na liniach niemieckich oraz holenderskich w listopadzie 1999 roku została osiągnięta maksymalna prędkość 345 kilometrów na godzinę. Jazdy testowe w Austrii i Szwajcarii zostały pomyślnie zakończone do maja 2000 roku. Na początku 2001 roku koleje niemieckie podpisały kontrakt na dostawę kolejnych 13 składów. 3 września 2001 roku skład osiągnął 368 kilometrów na godzinę. 10 czerwca 2007 roku zainaugurowano kursowanie składów ICE 3MF z Frankfurtu do Paryża.